# Teucrium lini-vaccarii
Teucrium lini-vaccarii là một loài thực vật có hoa trong họ Hoa môi. Loài này được Pamp. miêu tả khoa học đầu tiên năm 1914.